# Zomebazam
Zomebazam  do Hoechst sản xuất là một loại thuốc dẫn xuất pyrazolodiazepinone có đặc tính giải lo âu. Nó có cấu trúc liên quan đến razobazam và zometapine.